# Obernhain
Obernhain ist ein Ortsteil der Gemeinde Wehrheim im hessischen Hochtaunuskreis.

## Geographie

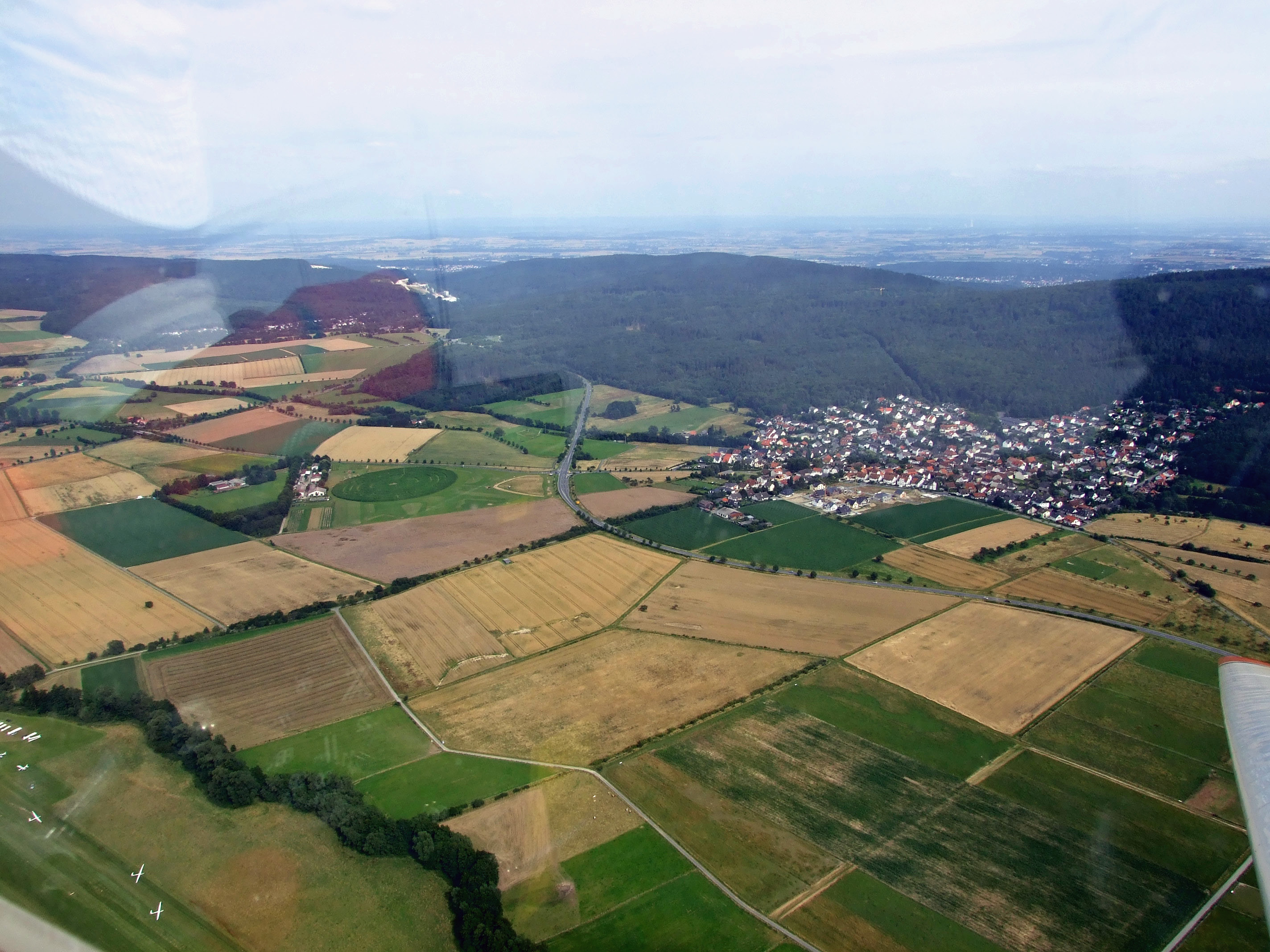
Obernhain aus der Luft (Blick nach Süden)

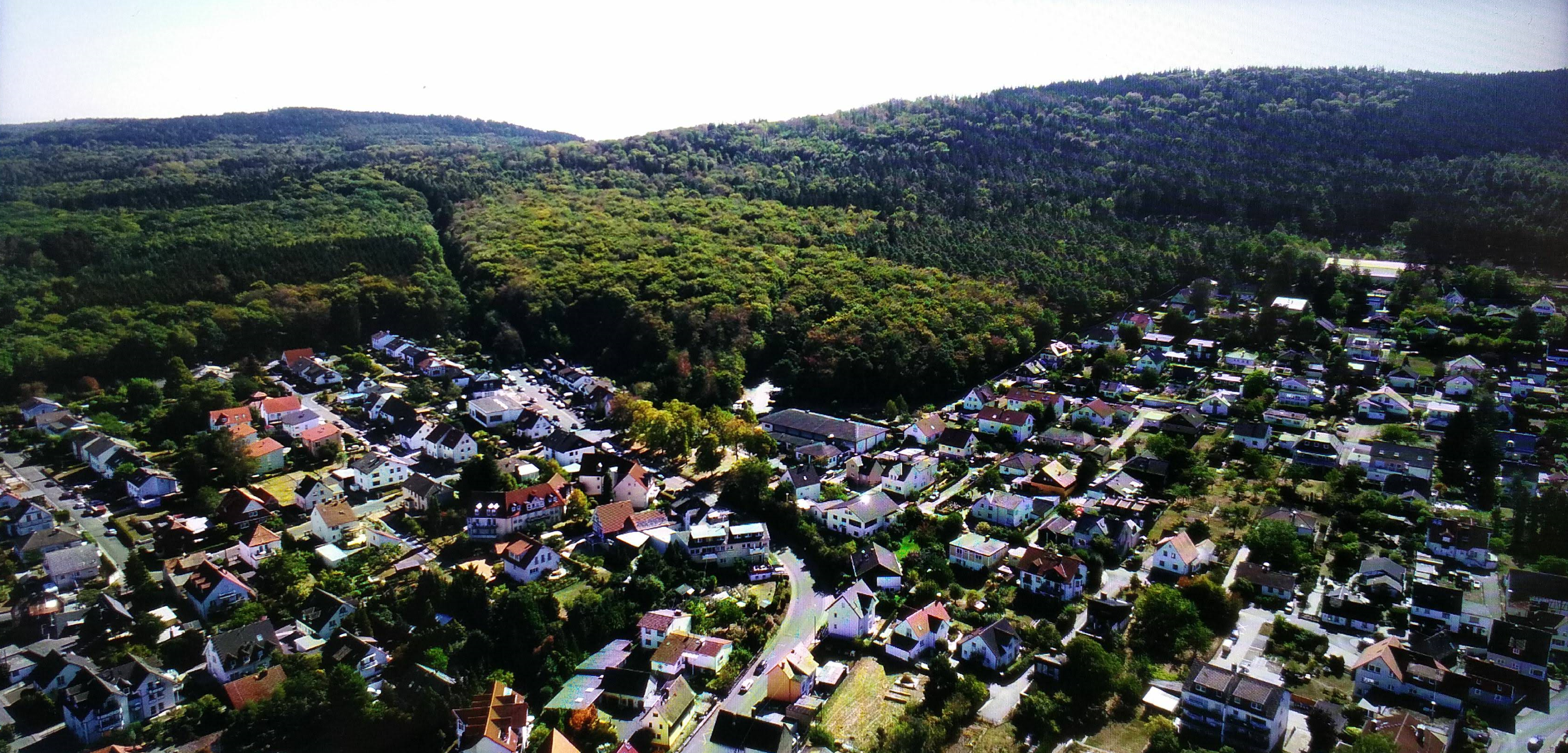
Obernhain aus der Luft (Blick Richtung Saalburg bzw. Südosten)

Obernhain liegt etwa 25 Kilometer nördlich von Frankfurt am Main und grenzt im Süden direkt an das Waldgebiet von Bad Homburg vor der Höhe.

## Geschichte

### Vor- und Frühgeschichte
Seit der jüngeren Steinzeit ist die Umgebung von Obernhain von Menschen besiedelt. Ältester Fund ist ein spitzhackiges, leicht beschädigtes Steinbeil aus der Steinzeit. Aus keltischer Zeit (etwa 100 v. Chr.) stammt ein Münzfund in Obernhain, der dem Keltenstamm der Treverer zugeschrieben wird.
Zur Römerzeit verlief der Limes über Obernhainer Gebiet.

### Mittelalter
Im frühen Mittelalter wurde Erzbergbau sowie Forstwirtschaft betrieben. 
Der Ort wurde am 30. November 1370 als Obernhane urkundlich erwähnt. Die Ritter Frank VIII. von Cronberg und sein Bruder  Walther bekannten, dass ihnen Graf Gerhard von Diez und dessen Gemahlin Gertrud die Hälfte des Schlosses Altweilnau mit Gütern, Gerechtsamen und Gefällen zu Wehrheim, Obernhain und anderen Orten für 3000 fl. verpfändet hatten.

### Neuzeit
Obernhain gehörte vom 15. bis zum 18. Jahrhundert zum Gericht Wehrheim.
Der Mord an Oberförster Wilhelm Birckenauer (1855–1917) bei Obernhain wurde in einem Buch literarisch verarbeitet.
Aus Obernhain stammte der Räuber Jakob Heinrich Vielmetter, der vermutliche Anführer der Wetterauer und Vogelsberger Bande und Oberhaupt einer weit verzweigten Familie von Räubern.
Zunehmend gewann der Naherholungsverkehr eine Rolle, spätestens seit den 1920er Jahren nahm dieser Wochenend- und stadtnahe Ausflugsverkehr zu.
Im Zuge der Gebietsreform in Hessen wurde zum 1. August 1972 die Gemeinde Obernhain kraft Landesgesetz nach Wehrheim eingemeindet. Für Obernhain wurde per Hauptsatzung ein Ortsbezirk eingerichtet.

### Der Drusenküppel

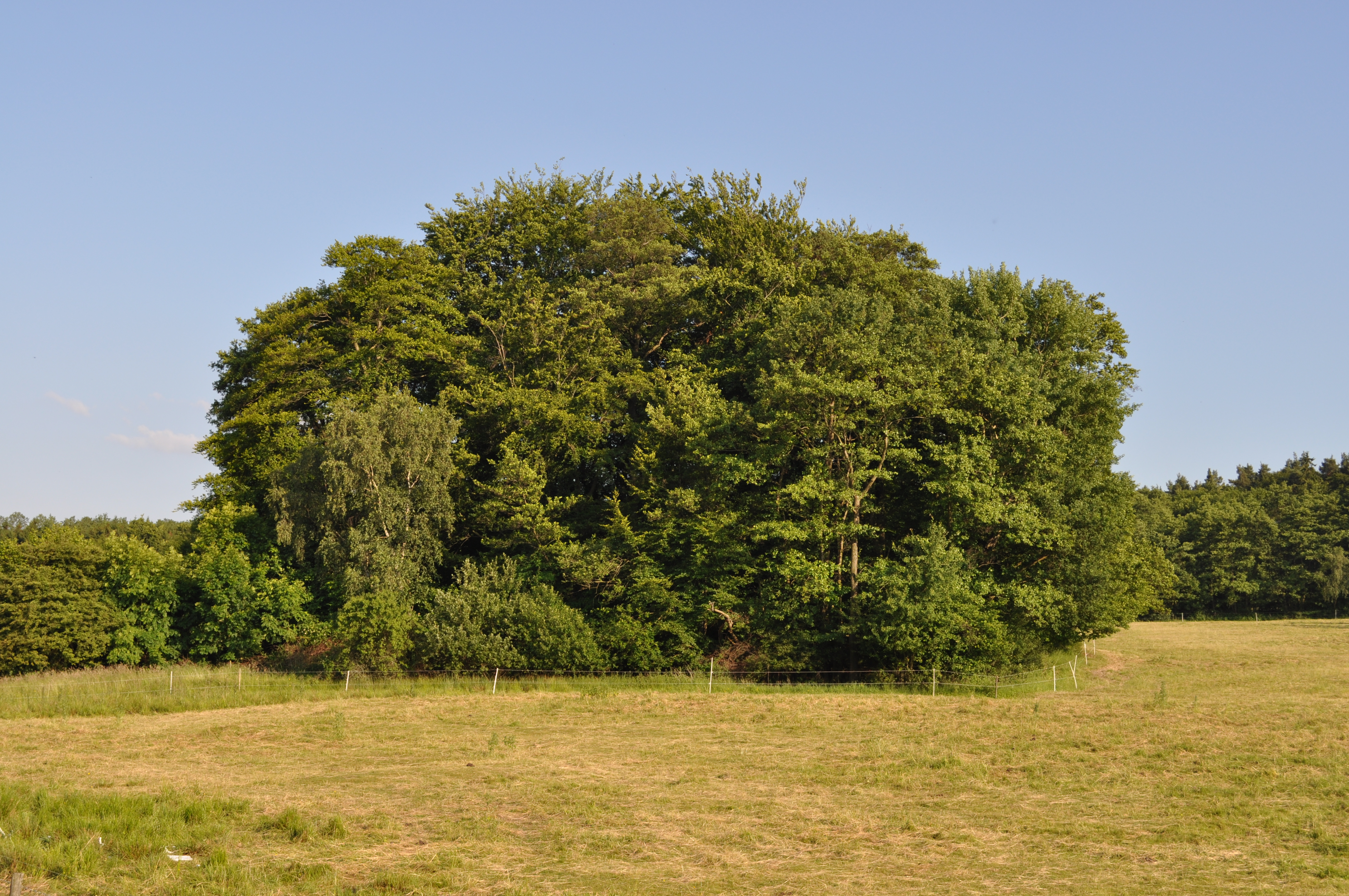
Drusenküppel

Der Drusenküppel ist ein Erdhügel östlich von Obernhain, der von einer Baumgruppe bestanden wird. Es handelt sich um die Überreste einer mittelalterlichen Turmburg, einer sogenannten Motte. Der Durchmesser der Burg betrug etwa 40 Meter. Die Burg war von einem drei bis vier Meter breiten Ringgraben umgeben. Da es keine urkundliche Erwähnung der Burg gibt, sind weder Gründung noch Beginn des Verfalls bekannt. Ausgrabungen von August von Cohausen (1871), Louis Jacobi (1895) und Heinrich Jacobi (1913) ergaben, dass die Burg keine Steinmauern besaß. Nur wenige hochmittelalterliche Fundstücke wurden geborgen und heute in der Saalburg ausgestellt.

## Politik
Für Obernhain besteht ein Ortsbezirk (Gebiete der ehemaligen Gemeinde Obernhain) mit Ortsbeirat und Ortsvorsteher nach der Hessischen Gemeindeordnung.
Der Ortsbeirat besteht aus fünf Mitgliedern. Bei den Kommunalwahlen in Hessen 2021 betrug die Wahlbeteiligung zum Ortsbeirat 63,60 %. Dabei wurden gewählt: zwei Mitglieder der CDU und jeweils ein Mitglied der SPD, des Bündnis 90/Die Grünen und der FDP. Der Ortsbeirat wählte Ernst Baum (CDU) zum Ortsvorsteher.

## Kultur und Sehenswürdigkeiten

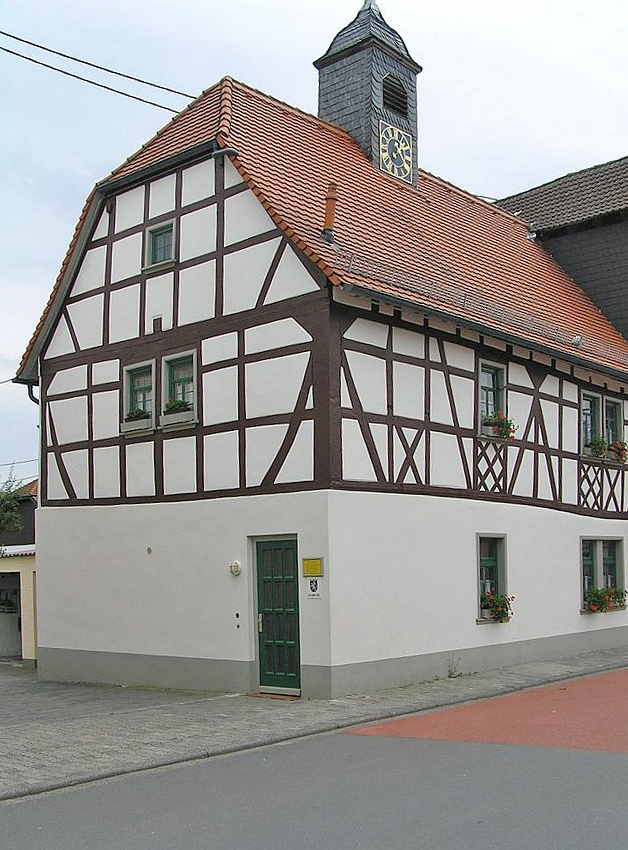
Alte Kirche

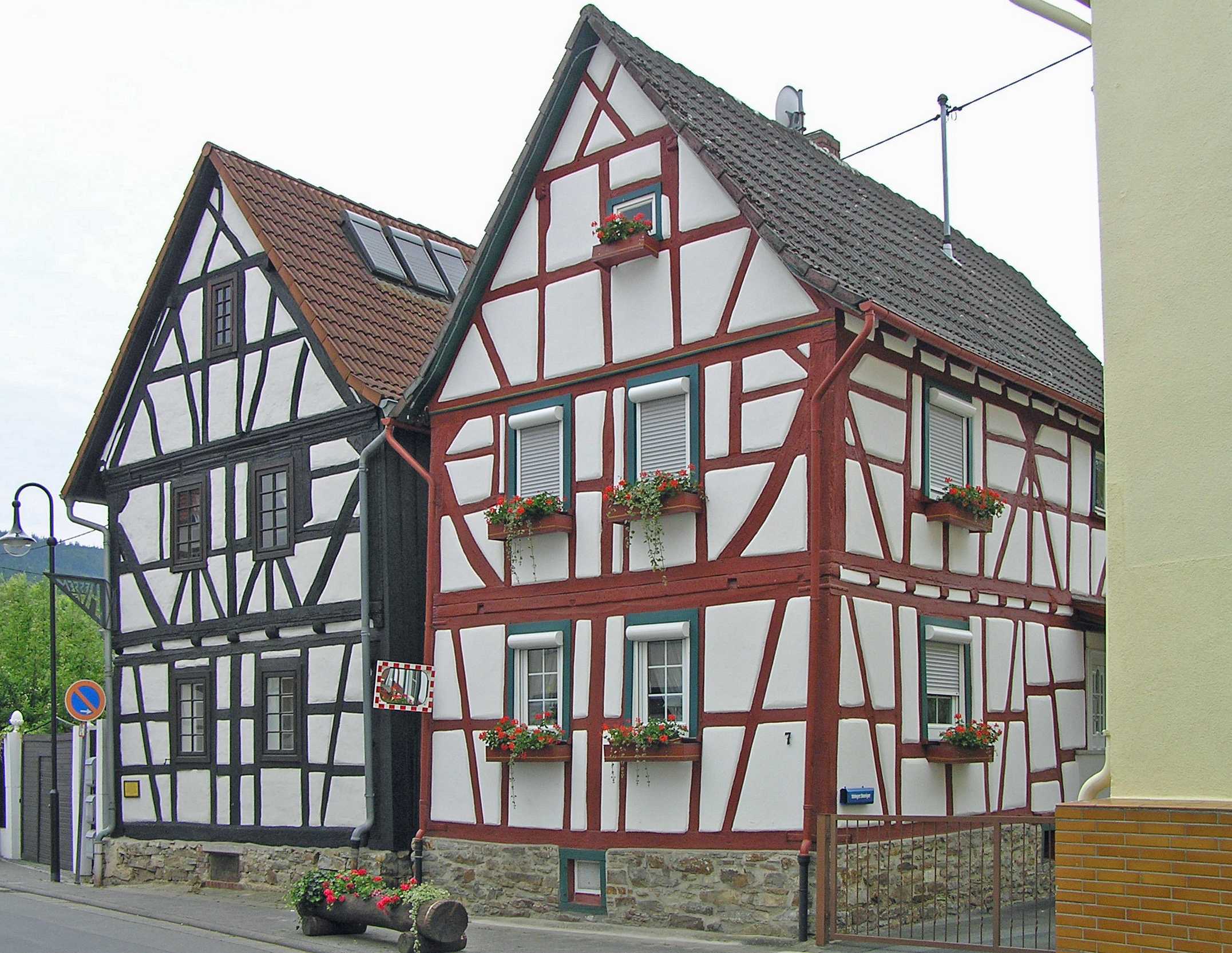
Fachwerkhäuser aus dem 18. Jahrhundert

### Bauwerke
Für die unter Denkmalschutz stehenden Gebäude siehe die Liste der Kulturdenkmäler in Obernhain.
- Die Alte Kirche ist ein Fachwerkgebäude aus dem 18. Jahrhundert. Es diente der ehemals selbstständigen Gemeinde als Rathaus und Feuerwehrstützpunkt und natürlich als Betsaal. Heute dient es (nach Sanierungen in den Jahren 1980 und 2002) als Trauzimmer und Mehrzweckgebäude.

- Die heutige Kirche wurde Ende der 1980er Jahre für damals 650.000 DM errichtet und am 9. April 1989 eingeweiht. Sie ersetzte damals eine Holzkirche, die im Jahr 1972 gebraucht erworben und errichtet worden war.

- Eine Reihe von Ortsbild prägenden Fachwerkhäusern im Ortskern sind saniert worden. Bei der Sanierung und Restaurierung der Saalburgstraße 9 wurde der Putz entfernt und das Fachwerk wieder freigelegt. Die Arbeiten dauerten etwa neun Monate und kosteten den gleichen Betrag wie der Kaufpreis des Anwesens. Danach wurde das Anwesen unter Denkmalschutz gestellt. Es beherbergte eine Goldschmiede, eine Theaterschule (mit Vorstellungen in der Scheune) und in der vorweihnachtlichen Zeit fand im inneren Hof ein Weihnachtsmarkt statt. Die Entwicklung der Saalburg 9 – Hessenhof – zu einem kleinen kulturellen Zentrum endete, als der Besitzer in die Vereinigten Staaten auswanderte. Von der Renovierung des Hessenhofs ist eine Fotogalerie des ehemaligen Eigentümers erhalten geblieben.[10]

### Wanderwege
Bedingt durch seine landschaftlich attraktive Lage zwischen Wäldern und Feldern befinden sich um Obernhain eine große Anzahl von Wanderwegen, über die auch die Ausflugsziele Hessenpark, Saalburg und der Lochmühle gut erreichbar sind. Fahrradfahrer können von Obernhain aus nach Wehrheim, Neu-Anspach, Usingen, Bad Homburg vor der Höhe (über die ehemalige Straße zur Saalburg) und Friedrichsdorf fahren. Alle Gemeinden und Städte befinden sich im Umkreis von sieben Kilometern, ohne dabei auf Hauptstraßen fahren zu müssen.

### Sport
In und um Obernhain gibt es ein reichhaltiges Angebot an kulturellen und sportlichen Freizeitmöglichkeiten. Der Tennisclub bietet eine große Halle mit drei Hallenplätzen, sieben Außenplätzen und einen Bolzplatz mit Sprunggrube. Der Luftsportclub Bad Homburg betreibt den Flugplatz Anspach nahe Obernhain. In etwa fünf Kilometer Entfernung von Obernhain, in Bad Homburg-Dornholzhausen, befindet sich der „New Course“ des Bad Homburger Golfclubs.

## Wirtschaft und Infrastruktur
Im südlichen Teil Obernhains, zwischen der Sporthalle und dem Gelände des Tennisclubs, befindet sich ein Villengebiet. Auch im Rest des Ortes finden sich viele teure Wohnimmobilien. Zahlreiche Persönlichkeiten aus der Wissenschaft, der Wirtschaft und der Medienwirtschaftszweiges haben in Obernhain ihren Wohnsitz gefunden. Dieser Umstand macht Obernhain zur bevorzugten Wehrheimer Lage.
Die Kaufkraft liegt mit einem Index von rund 200 an der Spitze Hessens – damit auf dem Niveau von Königstein im Taunus, Kronberg im Taunus, Bad Homburg vor der Höhe und Bad Soden am Taunus.
An der Bahnstrecke Friedrichsdorf–Albshausen (etwa 20 Minuten Fußweg, knapp zwei Kilometer Fahrradweg entfernt) liegen die Bahnhöfe Wehrheim und Saalburg (letzterer an der Lochmühle, in den Zügen teilweise als Saalburg/Lochmühle bezeichnet). Von dort aus gelangt man in etwa 20 Minuten nach Bad Homburg und in knapp einer dreiviertel Stunde nach Frankfurt am Main.